# ليستر كوك
ليستر كوك (بالإنجليزية: Lester Cook)‏ مواليد 24 أبريل 1984 في كالاباساس، هو لاعب كرة مضرب أمريكي يلعب باليد اليمنى. أعلى تصنيف له في الفردي كان المركز الـ 191 في سنة 2010. أعلى تصنيف له في الزوجي كان 175.

## روابط خارجية
- ليستر كوك على موقع رابطة محترفي التنس (الإنجليزية)
- ليستر كوك على موقع الاتحاد الدولي لكرة المضرب (الإنجليزية)
- ليستر كوك على موقع خلاصة التنس.كوم (الإنجليزية)